# محافظة كوكلي
محافظة كوكلي (بالإسبانية: Provincia de Coclé)‏ هي محافظة في بنما، بلغ عدد سكانها 233,708 نسمة وذلك حسب إحصائيات سنة 2010، عاصمتها Penonomé, Coclé ‏، تبلغ مساحتها 4,927 كيلومتر مربع.